# Renáta Tomanová
Renáta Tomanová (Jindřichův Hradec, 9 december 1954) is een voormalig tennisspeelster uit het toenmalige Tsjecho-Slowakije. Zij won op zeventienjarige leeftijd de enkelspeltitel bij de junioren op Roland Garros 1972.
Tomanová was actief bij de volwassenen in de periode 1973–1987. Zij won vier titels in het enkelspel – daarnaast vier titels in het dubbelspel, waaronder het Australian Open 1978 samen met de Amerikaanse Betsy Nagelsen. Tevens een titel in het gemengd dubbelspel op Roland Garros 1978 samen met de Tsjech Pavel Složil. Haar beste resultaten op de grandslamtoernooien in het enkelspel waren finaleplaatsen op het Australian Open 1976 en op Roland Garros 1976.

## Palmares

### WTA-finaleplaatsen enkelspel
| nr.              | datum      | toernooi        | tegenstandster   | score          |
| ---------------- | ---------- | --------------- | ---------------- | -------------- |
| gewonnen finales |            |                 |                  |                |
| 1.               | 1975-05-24 | WTA Hamburg     | Kazuko Sawamatsu | 6-4, 6-7, 10-8 |
| 2.               | 1976-07-11 | WTA Båstad      | Helena Anliot    | 6-3, 6-2       |
| 3.               | 1976-10-24 | WTA Barcelona   | Virginia Ruzici  | 3-6, 6-4, 6-2  |
| 4.               | 1977-07-17 | WTA Kitzbühel   | Katja Ebbinghaus | 6-3, 7-5       |
| verloren finales |            |                 |                  |                |
| 1.               | 1976-01-04 | Australian Open | Evonne Goolagong | 2-6, 2-6       |
| 2.               | 1976-05-23 | WTA Hamburg     | Sue Barker       | 3-6, 1-6       |
| 3.               | 1976-06-12 | Roland Garros   | Sue Barker       | 2-6, 6-0, 2-6  |
| 4.               | 1976-12-18 | WTA Perth       | Wendy Turnbull   | 3-6, 4-6       |
| 5.               | 1977-05-22 | WTA Rome        | Janet Newberry   | 3-6, 6-7       |
| 6.               | 1982-07-11 | WTA Hittfeld    | Lisa Bonder      | 3-6, 2-6       |

## Resultaten grandslamtoernooien
| Legenda | Legenda                          |
| ------- | -------------------------------- |
| g.t.    | geen toernooi gehouden           |
| l.c.    | lagere categorie                 |
| –       | niet deelgenomen                 |
| G       | uitgeschakeld in de groepsfase   |
| 1R      | uitgeschakeld in de eerste ronde |
| 2R      | uitgeschakeld in de tweede ronde |
| 3R      | uitgeschakeld in de derde ronde  |
| 4R      | uitgeschakeld in de vierde ronde |
| KF      | uitgeschakeld in de kwartfinale  |
| HF      | uitgeschakeld in de halve finale |
| F       | de finale verloren               |
| W       | het toernooi gewonnen            |
| w-v     | winst/verlies-balans             |

### Enkelspel
| Toernooi        | 1973 | 1974 | 1975 | 1976 | 1977 | 1977 | 1978 | 1979 | 1980 | 1981 | 1982 | 1983 |
| --------------- | ---- | ---- | ---- | ---- | ---- | ---- | ---- | ---- | ---- | ---- | ---- | ---- |
| Australian Open | –    | –    | –    | F    | –    | –    | KF   | HF   | 2R   | 1R   | 2R   | –    |
| Roland Garros   | 3R   | 1R   | 3R   | F    | KF   | KF   | 2R   | KF   | 1R   | 2R   | 2R   | 1R   |
| Wimbledon       | 1R   | 2R   | 3R   | 3R   | 3R   | 3R   | 3R   | 1R   | 1R   | 3R   | 2R   | 1R   |
| US Open         | –    | –    | 1R   | 3R   | 2R   | 2R   | 3R   | 2R   | 4R   | 3R   | 1R   | 1R   |

### Vrouwendubbelspel
| Toernooi        | 1973 | 1974 | 1975 | 1976 | 1977 | 1977 | 1978 | 1979 | 1980 | 1981 | 1982 | 1983 | 1984 |
| --------------- | ---- | ---- | ---- | ---- | ---- | ---- | ---- | ---- | ---- | ---- | ---- | ---- | ---- |
| Australian Open | –    | –    | –    | F    | –    | –    | W    | KF   | 1R   | KF   | 1R   | –    | –    |
| Roland Garros   | KF   | HF   | HF   | HF   | 2R   | 2R   | 2R   | 2R   | HF   | 3R   | 3R   | 1R   | 1R   |
| Wimbledon       | 1R   | 1R   | 2R   | 2R   | 3R   | 3R   | 2R   | 1R   | 2R   | 2R   | 2R   | –    | –    |
| US Open         | –    | –    | 1R   | 1R   | –    | –    | 1R   | 3R   | 3R   | 2R   | 1R   | 2R   | –    |

### Gemengd dubbelspel
| Toernooi        | 1973          | 1974          | 1975          | 1976          | 1977          | 1978          | 1979          | 1980          | 1981          |
| --------------- | ------------- | ------------- | ------------- | ------------- | ------------- | ------------- | ------------- | ------------- | ------------- |
| Australian Open | geen toernooi | geen toernooi | geen toernooi | geen toernooi | geen toernooi | geen toernooi | geen toernooi | geen toernooi | geen toernooi |
| Roland Garros   | –             | KF            | KF            | –             | –             | W             | HF            | F             | –             |
| Wimbledon       | 2R            | –             | 1R            | 1R            | –             | 2R            | KF            | 3R            | 3R            |
| US Open         | –             | –             | –             | 1R            | –             | 2R            | –             | 2R            | –             |